# Aleksandr Własow
Aleksandr Władimirowicz Własow (ros. Александр Владимирович Власов; ur. 20 stycznia 1932 w Babuszkinie, zm. 9 czerwca 2002 w Moskwie) – radziecki polityk, premier Rosyjskiej FSRR.

## Życiorys
Od 25 stycznia 1986 do 20 października 1988 był ministrem spraw wewnętrznych ZSRR w rządzie Nikołaja Ryżkowa. W latach 1988–1990 był premierem Rosyjskiej FSRR. Wiosną 1990 – mając poparcie Michaiła Gorbaczowa – kandydował na urząd przewodniczącego Rady Najwyższej Rosji. Jednak w głosowaniu – 29 maja – uzyskał 467 głosów i został pokonany przez Borysa Jelcyna, który uzyskał 535 głosów.

## Odznaczenia
- Order Lenina
- Order Rewolucji Październikowej
- Order Znak Honoru (dwukrotnie)

I medale.